# Геноцид племён гереро и нама

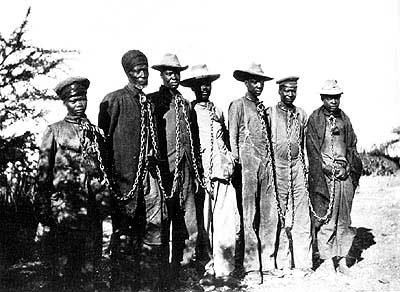
Гереро, закованные немецкими войсками в цепи. 1904 год

Геноцид племён гереро и нама — уничтожение в 1904—1908 годах колониальными войсками кайзеровской Германии около 65 000 (до 80 %) человек из племени гереро (банту) и 10 000 (50 %) человек племени нама (готтентоты) в Германской Юго-Западной Африке на территории современной Намибии в ходе жестокого подавления народного восстания. В 1985 году доклад ООН отнёс уничтожение племён к актам геноцида, сравнивая его с нацистским геноцидом евреев. В 2004 году Германия признала совершение геноцида в Намибии. Называется первым геноцидом XX века.

## Предыстория
В 1884 году после того, как Британия дала понять, что не имеет заинтересованности в территориях Намибии, Германия объявила их своим протекторатом. Колонизаторы использовали рабский труд местных племён, захватив земли и ресурсы страны (алмазы).

## Восстание
14 января 1904 года гереро и нама под предводительством Самуэля Магареро и Хендрика Витбоя начали восстание, убив около 120 немцев, включая женщин и детей. На этот момент небольшой (700 человек) немецкий военный корпус находился на юге колонии, подавляя другое мелкое восстание, оставив без защиты 4640 немецких мирных поселенцев; тогда как силы восставших составляли 6-8 тысяч человек. Общая численность этнического населения колонии оценивается по разным источникам от 35-40 до 100 тысяч человек (наиболее адекватной считается оценка 60-80 тысяч), из которых 80 % составляли гереро, а оставшуюся часть — нама или, как их называли немцы, готтентоты. В мае 1904 года командование немецкими силами в Юго-Восточной Африке перешло от губернатора колонии Теодора Леутвайна к генерал-лейтенанту Лотару фон Трота, и 14 июня
шутцтруппе (немецк. Schutztruppe, буквально — «охранные войска») численностью 14 000 солдат под его командованием прибыли для подавления восстания. Экспедиция была профинансирована Deutsche Bank и снаряжена фирмой «Вурманн». Фон Трота получил приказ «подавить восстание любой ценой», что было, однако, стандартной формулировкой и само по себе не подразумевало полного уничтожения племени. Тем не менее он был настроен более бескомпромиссно, нежели Леутвайн, в частности, был против переговоров с повстанцами, что совпадало с позицией кайзера Вильгельма и послужило одной из причин этого назначения фон Трота.
К началу августа оставшиеся гереро (порядка 60 тысяч человек) со своим скотом оказались оттеснены к Ватербергу, где фон Трота планировал нанести им поражение в решающей битве согласно привычным немецким военным канонам. Шутцтруппе при этом, однако, испытывали большие трудности в условиях пустынной территории, удалённой от железной дороги. Было организовано окружение, причём на западе немецкие позиции были укреплены наиболее сильно, поскольку фон Трота считал отступление гереро именно в этом направлении наихудшим сценарием, которого старался всеми силами избежать. Юго-восточное направление же было самым слабым. 11 августа состоялась решающая битва, в ходе которой из-за несогласованных действий немецких подразделений практически всем гереро удалось бежать на юго-восток и далее на восток в пустыню Калахари. Фон Трота был крайне разочарован таким исходом, однако в своём отчёте написал, что «атака утром 11 августа завершилась полной победой». Можно говорить о том, что таким образом он выдавал желаемое за действительное, и на тот момент — перед битвой — не планировал массового истребления: есть свидетельства, что он готовил условия для содержания пленных.

## Преследование и массовое истребление в пустыне
Поскольку полная победа в генеральном сражении (которым должна была стать битва при Ватерберге) не была достигнута, Трота приказал начать преследование повстанцев, ушедших в пустыню, с тем чтобы вынудить их дать бой и всё-таки осуществить разгром. Однако это было сопряжено с большими трудностями для шутцтруппе, а гереро уходили дальше и дальше, так что Трота принял решение оцепить границы пригодной для жизни территории, оставив африканцев погибать в пустыне от голода и жажды. Таким образом, именно на этом этапе произошёл переход от подавления восстания к геноциду. Причиной этого послужило опасение Трота, что восстание перетечёт в вялотекущую партизанскую войну, а любой исход, отличный от полного разгрома повстанцев, будет рассматриваться немецкими властями как поражение. То есть было два пути: либо шутцтруппе инициируют сражение и одерживают в нём окончательную победу, либо вытесняют восставших за пределы своей колонии. Поскольку первого достичь так и не удалось, был выбран второй путь; возможность переговоров и капитуляции Трота решительно отвергал. У гереро была возможность получить убежище в британской колонии Бечуаналенд на территории современной Ботсваны, но большинство при попытке попасть туда погибло в пустыне от голода и жажды или было убито немецкими солдатами.
Переходный момент ознаменовался знаменитой прокламацией Трота, опубликованной им 2 октября 1904 года:

 Я, главнокомандующий немецких солдат, передаю это послание людям гереро. Гереро больше не принадлежат к Германии. Они совершали грабежи и убийства, отрезали носы, уши и другие части тела раненым солдатам, а теперь из трусости отказываются сражаться. Я объявляю: тот, кто доставит пленного командира на одну из моих станций, получит тысячу марок, а тот, кто доставит самого Самуэля Магереро, получит пять тысяч марок. Все люди гереро должны покинуть эту землю. Если они этого не сделают, я заставлю их своими большими пушками (артиллерией). Любой мужчина гереро, обнаруженный в пределах немецких владений, будь он вооружён или безоружен, со скотом или без, будет застрелен. Я не буду принимать больше ни детей, ни женщин, а буду отправлять их обратно к своим соплеменникам или буду стрелять в них. И это моё слово людям гереро. — 
Кроме того, Трота опубликовал и дополнительное разъяснение для своих солдат:

 Эту прокламацию надлежит огласить нашим солдатам на перекличке, с дополнением, что подразделение, захватившее командира, получит надлежащее вознаграждение, а под «стрелять в женщин и детей» следует понимать стрельбу поверх их голов, чтобы заставить их бежать. Я уверен, что после этой прокламации мы больше не будем брать пленников-мужчин, но зверства в отношении женщин и детей недопустимы. Они убегают, если выстрелить несколько раз в их направлении. Мы не должны забывать о хорошей репутации немецкого солдата. — 
По факту на этот момент уже велись массовые убийства гереро, как правило, уже потерявших способность к активному сопротивлению. Об этом имеются многочисленные свидетельства, хотя большая часть их была использована Британией в конце Первой Мировой войны для дискредитации образа Германии, поэтому они не всегда полностью объективны.

## Концентрационные лагеря
Губернатор Леутвайн активно возражал против линии фон Трота, и в декабре 1904 года он привёл в общении с вышестоящим руководством аргумент, что экономически более выгодно использовать рабский труд гереро, нежели полностью уничтожать их. Глава генштаба немецкой армии, граф Альфред фон Шлиффен и другие приближённые к Вильгельму II люди согласились с этим, и вскоре оставшиеся сдавшиеся или захваченные в плен были заключены в концлагеря, где их заставляли работать на немецких предпринимателей. Так, труд заключённых использовался частной алмазодобывающей компанией, а также для строительства железной дороги в районы добычи меди. Многие погибли от непосильного труда и истощения. Как отмечало в 2004 году немецкое радио Deutsche Welle, именно в Намибии немцы впервые в истории применили метод содержания заключённых мужчин, женщин и детей в концлагерях.

## Последствия и их оценка
В ходе колониальной войны племя гереро было почти полностью истреблено и составляет сегодня в Намибии лишь небольшую долю населения. Есть также сведения, что оставшиеся женщины племён были изнасилованы и принуждены к занятию проституцией. Согласно докладу ООН от 1985 года, немецкие войска уничтожили три четверти племени гереро, в результате чего его численность сократилась с 80 тысяч до 15 тысяч истощённых беженцев.
Германия потеряла в ходе действий по подавлению восстания около 1500 человек. В честь погибших немецких солдат и в ознаменование полной победы над гереро в 1912 году был установлен монумент в Виндхуке, столице Намибии.
Российский историк-африканист Аполлон Давидсон сравнивал уничтожение африканских плёмен с другими действиями немецких войск, когда кайзер Вильгельм II давал советы немецкому экспедиционному корпусу в Китае: «Пощады не давать! Пленных не брать. Убивайте, сколько сможете! <…> Вы должны действовать так, чтобы китаец уже никогда не посмел косо посмотреть на германца». Как писал Давидсон, «по приказу того же императора Вильгельма восставший против немецкого господства народ гереро огнём пулемётов загнали в пустыню Калахари и обрекли десятки тысяч людей на гибель от голода и жажды. Даже германский канцлер фон Бюлов возмутился и сказал императору, что это не соответствует законам ведения войны. Вильгельм невозмутимо ответил: „Законам войны в Африке это соответствует“».

## В мировой культуре
Сложные отношения Германии с племенем гереро метафорически описаны в романе Томаса Пинчона «Радуга тяготения». В другом его романе, «V.», действие одной из глав разворачивается в африканском концлагере времён начала XX века.